# Toronto Lake (New York)
Toronto Lake is een meer in de Amerikaanse staat New York. Het wordt gerekend tot de plaats Bethel. De lengte is ongeveer 800 meter, de breedte 300 meter.
Er liggen diverse andere kleine meren in de nabije omgeving. Het grootste meer in het gebied is Lake Superior in het Lake Superior State Park.